# Det danske institut i Rom (film)
Det danske institut i Rom er en dansk dokumentarfilm fra 1963 instrueret af Jens Henriksen efter eget manuskript.

## Handling
Om indvielsen af Kay Fisker-bygningen ved Det Danske Institut i Rom den 24. oktober 1967.